# Elena Landau
Elena Landau  (Rio de Janeiro, 30 de maio de 1958) é uma economista e lobista brasileira. Com atuação na implantação de reformas estruturais no estado brasileiro, em meados da década de 1990, migrou para o ramo do Direito, tornando-se uma voz principalmente nas questões ligadas ao setor elétrico brasileiro. Elena foi assessora da presidência do BNDES e, posteriormente, diretora da área responsável pelo Programa Nacional de Desestatização, durante o Governo Fernando Henrique Cardoso.

## Biografia
De família asquenazita, Elena Landau faz parte do grupo de economistas formados pela Pontifícia Universidade Católica do Rio de Janeiro (PUC-Rio), que tem entre seus principais expoentes os economistas Armínio Fraga, Persio Arida, Gustavo Franco, André Lara Resende, Francisco Lopes, Pedro Bodin e Edmar Bacha.
Mestra em Economia pela PUC-Rio, cursou parte do programa de doutorado em Economia do Instituto de Tecnologia de Massachusetts (MIT), mas não chegou a concluir, passando a se dedicar ao estudo do Direito, graduando-se novamente pela PUC-Rio.
Em setembro de 1993, ingressou no Banco Nacional de Desenvolvimento Econômico e Social (BNDES) e, em janeiro de 1994, assumiu a diretoria de privatizações do banco, cargo que manteve até junho de 1996. Quatro meses após deixar o BNDES, passou a trabalhar para o banco americano Bear Stearns.
Desde novembro de 1997, é diretora-presidente da Elandau Consultoria Econômica. Teve um papel polêmico, pois passou a trabalhar para algumas das gestoras das empresas que ela ajudou a privatizar, notadamente o fundo de investimentos do banqueiro Daniel Dantas. Em Abril de 2002 entrou para o escritório de advocacia Sergio Bermudes, onde atua hoje como consultora. Elena Landau foi reconhecida pela edição latino-americana da revista Chambers and Partners, principal publicação especializada no perfil dos principais advogados do mundo,  como uma das principais advogadas brasileiras, notadamente por sua atuação na área de regulação do setor elétrico.[carece de fontes?]
Em janeiro de 2018, foi anunciada como Presidente do Conselho Acadêmico do Livres, um movimento político de orientação liberal.
Elena mantém intensa participação no debate sobre negócios no futebol e chegou a ser consultora do Banco Opportunity, de Daniel Dantas, para novos negócios nessa área.